# Wolfgang Röllig
Wolfgang Röllig (* 6. Februar 1932 in Dresden; † 22. März 2023 in Tübingen) war ein deutscher Altorientalist.

## Leben
Wolfgang Röllig besuchte von 1942 bis 1950 die Thomasschule zu Leipzig. 1952 absolvierte er sein Abitur in Berlin-Steglitz. Er studierte Orientalistik, Alte Geschichte und Theologie an der Freien Universität Berlin, der Ruprecht-Karls-Universität Heidelberg und der Universität Wien. Röllig wurde 1960 in Berlin mit der  Dissertation Beiträge zur Erklärung ausgewählter phönizischpunischer Inschriften zum Dr. phil. promoviert. Von 1962 bis 1966 war er Assistent an der Westfälischen Wilhelms-Universität in Münster. Er betreute die Herausgabe des Tübinger Atlas des Vorderen Orients und lehrte von 1966 bis zu seiner Emeritierung 1999 als Professor für Altorientalistik am Altorientalischen Seminar der Universität Tübingen. 1978 fungierte er als Herausgeber des ersten Bandes des Neuen Handbuches der Literaturwissenschaft, „Altorientalische Literaturen“. Röllig war ordentliches Mitglied des Deutschen Archäologischen Instituts. Zudem war er Herausgeber oder Mitherausgeber der Corpora „Répertoire géographique des textes cunéiformes“ und „Handbuch der althebräischen Epigraphik“. 2009 legte Röllig eine Übersetzung des Gilgamesch-Epos vor.
Ab 1996 war er ordentliches Mitglied der Heidelberger Akademie der Wissenschaften.

## Schriften (Auswahl)
- mit Wolfram von Soden: Das akkadische Syllabar (= Analecta orientalia. 27, ZDB-ID 417948-1). Pontificium Institutum Biblicum, Rom 1948, (mehrere Auflagen).
- Herausgeber: lišān mitḫurti. Festschrift Wolfram Freiherr von Soden zum 19.VI.1968 gewidmet von Schülern und Mitarbeitern (= Alter Orient und Altes Testament. Bd. 1). Butzon & Bercker u. a., Kevelaer 1969.
- Das Bier im alten Mesopotamien. Gesellschaft für die Geschichte und Bibliographie des Brauwesens e. V. u. a., Berlin 1970.
- mit Herbert Donner: Kanaanäische und aramäische Inschriften. Drei Teile. 3.–5. Aufl. Harrassowitz, Wiesbaden 1973–2002.
- Herausgeber: Altorientalische Literaturen (= Neues Handbuch der Literaturwissenschaft. Bd. 1). Akademische Verlagsgesellschaft Athenaion, Wiesbaden 1978, ISBN 3-7997-0710-7.
- Herausgeber: Von der Quelle zur Karte. Abschlussbuch des Sonderforschungsbereichs „Tübinger Atlas des Vorderen Orients“. VCH, Weinheim u. a. 1991, ISBN 3-527-17027-8.
- Land- und Viehwirtschaft am Unteren Ḫābūr in mittelassyrischer Zeit (= Berichte der Ausgrabung Tall Šēḫ Ḥamad / Dūr-Katlimmu. 9 = Texte. 3). Harrassowitz, Wiesbaden 2008, ISBN 978-3-447-05719-6.
- Das Gilgamesch-Epos (= Reclams Universal-Bibliothek. 10702). Übersetzt, kommentiert und herausgegeben von Wolfgang Röllig. Reclam, Stuttgart 2009, ISBN 978-3-15-010702-7.